# Violaine Bellet
Violaine Myriam Blanche Bellet, née en 1974 à Lyon[réf. souhaitée], est une scénariste et réalisatrice française.

## Biographie
Tout en faisant des études de philosophie, cinéma-audio-visuel (Université Paul-Valéry-Montpellier) et Lettres Modernes (Université de Reims Champagne-Ardenne) , Violaine Bellet pratique la danse et le théâtre au conservatoire d'Orléans. Elle se forme ensuite comme scénariste à La Fémis et décide d’approfondir la création de personnages de fiction en se tournant vers la psychologie.
Elle apprend les rudiments des pathologies, puis étudie diverses approches allant de la psychanalyse à la sexologie en passant par l’analyse systémique et la PNL. Ce parcours atypique lui permet de mettre au point une palette d'outils utiles à la caractérisation des personnages, à la dramaturgie et à la direction artistique.
En 2009, elle est appelée par Frédéric Krivine qui l’invite à travailler sur la caractérisation des personnages de la série Un village français,. Elle soutient ensuite la création et le développement d’autres séries : Dix pour cent, saison 1, 2 ,3 ,4, Les Revenants, saison 1, Le Bazar de la Charité , La Mante, Ainsi soient-ils, Engrenages, Le Mystère du Lac, Une Belle Histoire, etc. Elle cocrée et coécrit avec le réalisateur Olivier de Plas une des premières séries d’OCS: « Q.I. » saison 1.
Elle a intégré le SAS (collectif de jeunes scénaristes travaillant à l'américaine sur les séries françaises) depuis 2010.
Violaine Bellet, qui a introduit en France le script-doctoring lié à la psychologie des personnages (discipline baptisée "Psynariste"), l’a aussi utilisé pour ses propres réalisations : elle coréalise en 1997 avec Antoine Capliez « Tallula » puis réalise « Le Petit Martin» , « Dissolution » et « Hyménée », tous sélectionnés et primés dans de nombreux festivals à travers le monde. Hyménée a notamment remporté le Poulain d’Or du FESPACO et a permis l’animation de nombreux débats sur la notion de désir et de consentement au cœur de la sexualité.

## Filmographie

### Comme scénariste
- 2009 : Un village français - saison 1
- 2012 : Mes amis, mes amours, mes emmerdes - Saison 1
- 2012 : Ainsi soient-ils - Saison 1
- 2012 : Les revenants - Saison 1
- 2012 : Q.I. - Saison 1 (coscénariste avec Olivier De Plas)
- 2014 : Le mystère du Lac - Saison 1
- 2015 : Vengeance - Saison 1
- 2016 : Au-delà des apparences - Saison 1
- 2017 : Les bracelets rouges - Saison 1
- 2017 : Le Bazar de la charité - Saison 1
- 2017 : Le goût de la vie - Saison 1
- 2017 : Engrenages - saison 6
- 2017 : Mémoire assassine - Saison 1
- 2010-2017 : Un village français - saison 2,3,4,5,7
- 2015-2018 : Dix pour cent - Saison 1,2,3
- 2018 : The Steins - Saison 1
- 2019 : Le meilleur d'entre nous - Saison 1
- 2019 : En quête de vérité - Saison 1
- 2019 : Dix pour cent - Saison 4
- 2019 : Un Belle Histoire - saison 1
- 2020 : Une Belle Histoire - saison 2

### Courts métrages
- 1997 : Tallula (coréalisé avec Antoine Capliez)
- 2006 : Le Petit Martin (scénario et réalisation)
- 2011 : Les légumes Chinois (co-écriture avec Yuki Kawamura et Marie-Luce David)
- 2016 : Hyménée (scénario et réalisation)

## Récompenses et distinctions
- 2017 : Festival panafricain du cinéma et de la télévision de Ouagadougou 2017 - Hyménée
  - Poulain d'or de Yennenga[6]
- 2006 : Festival de Giffoni - Le Petit Martin
  - Prix du meilleur court métrage